# Direction nationale du livre
La Direction Nationale du Livre (DNL) est une institution de l'Administration publique d'Haïti qui œuvre sous la tutelle du Ministère de la Culture et de la Communication de ce pays. Elle est créée par décret en date du 28 octobre 2005.

## Mission
La Direction Nationale du Livre a pour mission principale la mise en œuvre de la politique nationale en matière de livre et pour attributions la promotion de la lecture publique à travers le territoire haïtien, l'appui des opérateurs culturels agissant dans le domaine du livre et de la lecture publique, pour la promotion de la création littéraire et de la production culturelle à travers un réseau organisé. Ses attributions consistent aussi à favoriser le développement de la coopération avec d’autres pays dans le domaine du livre, de la lecture publique, à promouvoir la formation de techniciens et de professionnels haïtiens dans les divers métiers du livre, à établir le cadre réglementaire et de gestion des bibliothèques et centres de lecture et à veiller à son application et à promouvoir le livre haïtien sur les marchés internationaux.

## Historique
Cette direction est créée par un décret daté du 28 octobre 2005. Un document de politique publique du livre et de la lecture a été élaboré en 2014. Ce document de soixante pages précise les quatre couples d’axes, sous-tendant cette politique. Ces axes sont les suivants: la création et la production du livre, sa publication et sa distribution, l’accessibilité et la disponibilité du livre, la promotion du livre et l’incitation à la lecture. La Direction Nationale du Livre fête en 2015 sa décennie avec à sa tête, Frantz Carly Jean Michel comme directeur général. Le 28 octobre 2015, la Direction Nationale du Livre a honoré 10 professionnels du livre et les dix CLAC les plus performants pour l’exercice 2014-2015. À cette occasion, ont été remis le prix René Philoctète de la poésie et celui du concours de logo de la DNL. Dans les locaux de la DNL, une conférence animée par le directeur Frantz Carly Jean-Michel a eu lieu dans le cadre de la Quinzaine du Livre organisée en prélude à la vingt-troisième édition de Livres en Folie sous le thème : Le rôle des bibliothèques dans la reconstruction d’Haïti : les défis du futur. Le mercredi 19 décembre 2018, dans les locaux de la DNL, s’est tenue l’activité, avec huit auteurs en signature puis la foire du Livre n'aurait pas eu lieu cette année-là. Ces auteurs étaient: Saika Céus, Fédia Stanisla, Dom Pedro N. Theoney, Darline Honoré, Douglas Zamor, Coutechève L. Aupont et Jean D’Amérique.  
Jean Emmanuel Jacquet, écrivain et journaliste, a été nommé directeur général de la DNL par arrêté présidentiel dans le journal Le Moniteur et est entré en fonction le 28 avril 2020 . En mai 2020, le directeur général a présenté son plan d’action afin de redynamiser l'institution. Il se donne comme objectif la "dynamisation et modernisation du marché du livre" puisque "l’avenir du livre et de la littérature en Haïti dépend des jeunes". En août 2020, il adresse le bilan de ses trois premiers mois à la tête de cette institution.Le 7 août 2020, le directeur Jean Emmanuel Jacquet et le ministre de la Culture, Pradel Henriquez, lancent la 2e édition du concours de lecture « Lire le livre » qui a pour objectif de contribuer à l'émergence du talent des jeunes et de stimuler leur esprit critique. Le 22 août 2020, les responsables annoncent la réouverture de la ludothèque le 24 août. Elle contient des équipements culturels associatifs, des jouets, des jeux de société, des jeux d'exercices - symboliques- d'assemblages - de règles, et des espaces de jeu, mis à la disposition du public en général, des membres de la ludothèque en particulier et des enfants.

## Organisation
La Direction Nationale du Livre intègre en un réseau national les bibliothèques municipales ainsi que les Centres de lecture et d'animation culturelle (CLAC) et en assure la coordination. Le programme des CLAC favorise l’accès à l’écrit et la maîtrise de la lecture.

### Centres de lecture et d’animation culturelle (CLAC)
Le premier réseau des CLAC a commencé à fonctionner en Haïti au début des années 2000 dans dix villes de quatre départements. En 2012, un deuxième réseau vient l'élargir en touchant le département du Sud. Ainsi, au total seize CLAC fonctionnent sur le territoire d'Haïti. Ces villes sont : Cabaret, Verrettes, Saint Michel, Dessalines, Saint Raphaël, Gros-Morne, Plaisance, Limonade, Trou du Nord, Grande Rivière du Nord qui fonctionnent depuis 2000, puis Gonaïves, Saint-Marc, Camp Coq, Port-Salut, Chantal et Côteaux.

## Foire Internationale du Livre d’Haïti (FILHA)
La Direction Nationale du Livre a lancé en 2013 la Foire Internationale du Livre d’Haïti (FILHA). Cette foire est organisée toujours dans l’enceinte du Palais municipal de Delmas. Une occasion pour les lecteurs de se procurer les ouvrages qui leur font plaisir. 

### Première édition (12 au 15 décembre 2013)
Cette foire est organisée du 12 au 15 décembre 2013. L’écrivain Jessica Fièvre est l'invitée d'honneur et signe son livre Thalasophobie et autres récits. Louis Rodrigue Thomas, Miraklin André et Yanick Lahens étaient en signature et huit (8) maisons d’éditions étaient représentées : Communication Plus, Editions Choucoune, Editions Konbit, Editions Fardin, C3 Group, Editions CUC, Les Presses Nationales d’Haïti et les Editions de l’UEH. Roosevelt Saillant dit BIC et Tamara Suffren assurent l’animation musicale.

### Deuxième édition (11 au 14 décembre 2014)
La deuxième édition de la foire a eu lieu du 11 au 14 décembre 2014. L’écrivain haïtien, Michel Soukar, est l’invité d’honneur et Cuba le pays à l’honneur. Une dizaine de pays sont invités à prendre part à cette grande manifestation culturelle. Il s’agit, entre autres, de la Belgique, du Venezuela, de l'Argentine, de l'Équateur, de Trininad et Tobago, de Taiwan, de la République Dominicaine, du Pérou, de la Bolivie. 50% de réduction sur les ouvrages a été offerte.

### Troisième édition (11, 12, 13 décembre 2015)
La troisième édition a eu lieu du vendredi 11 au dimanche 13 décembre 2015 au Champ de Mars. L’invitée d’honneur a été l’écrivaine haïtienne Yanick Lahens. Elle a été la lauréate en 2014 du prix Femina pour son roman intitulé Bain de Lune et elle a été à l'honneur avec son Livre Douce Déroute dans la sixième édition de Marathon du Livre à Petit-Goâve. 
Le Québec a été le pays à l'honneur de cette foire. Parmi les écrivains étaient présents : Nicole Brossard avec Et me voici soudain en train de refaire le monde, Dany Laferrière avec Tout ce qu’on ne te dira pas Mongo, Natasha Kanapé Fontaine  avec Manifeste Assi, Yara El-Ghadban avec Le parfum de Nour, Ouanessa Younsi avec Emprunter aux oiseaux, Bertrand Laverdure avec Comment enseigner la mort à un robot?, Rodney Saint-Éloi avec Je suis la fille du baobab brûlé, tous ces titres sont publiés aux éditions Mémoire d'encrier; Perrine Leblanc avec Malabourg chez Gallimard; Daniel Grenier avec L'Année la plus longue aux éditions Le Quartanier, Jean-François Nadeau avec Un peu de sang avant la guerre, David Austin avec Nègres noirs, nègres blancs chez Lux Éditeur,  Joël Des Rosiers avecChaux, chez Triptyque, Patrick Senécal avec Faims, chez A Lire, Denise Desautels avec Sans toi, je n’aurais pas regardé si haut, Diane Régimbald avec L’insensée rayonne, Le Noroît, Véronique Marcotte avec voix migrantes, chez Québec Amérique, Marie-Célie Agnant avec Femmes au temps des carnassiers, chez Remue-ménage et François Guerrette avec Pleurer ne sauvera pas les étoiles, chez Poètes de brousse.

### Quatrième édition (9 au 11 décembre 2016)
La quatrième édition a eu lieu du 9 au 11 décembre 2016 autour du thème : « Je lis, je grandis ». Gary Victor a été  l’invité d’honneur.  La Direction Nationale du Livre (DNL) a offert 60 % de réduction sur tous les titres disponibles. Marc-Arthur Pierre-Louis, informaticien, qui réside aux États-Unis d’Amérique était présent. Il est auteur d’une chronique intitulée Été hexagonal publiée en 2015.

### Cinquième édition (15 au 17 décembre 2017)
La cinquième édition a eu lieu du 15 au 17 décembre 2017 sous le thème de : « Objektif Zòt : une littérature du solidaire ».  Lyonel Trouillot, l'auteur de « Les enfants des héros » a été l’invité d’honneur et le pays à l’honneur a été la Guadeloupe. Le poète Didyer Mannette, originaire de la commune de Morne-à-l’Eau (Guadeloupe) a pris part pour la première fois à un festival autour du livre en Haïti. Il a affirmé que ce festival est « une occasion de pouvoir échanger, de créer un lien littéraire et solidaire avec Haïti ». D'autres personnalités étaient présentes comme le metteur en scène français François Marthouret, le chanteur Wooly Saint-Louis, l’artiste plasticien Ernest Pignon-Ernest et la comédienne Magali Comeau-Denis. Des écrivains contemporains ont été en signature, parmi lesquels Inéma Jeudi, Medhi Étienne Chalmers, Emmelie Prophète, Darline Honoré, Fresnel Larosilière, Mme Franck Paul, Martine Fidèle, Ashley Laraque, Savannah Savary, Raquel Pélissier, Jean Yves Dorestal. L'écrivain Gary Victor a remis leur prix à douze jeunes écoliers gagnants du concours national de nouvelle scolaire, le samedi 16 décembre 2017.

## Prix Décernés par la DNL

### Prix National Jacques Stephen Alexis du Roman
Ce prix qui entend perpétuer la mémoire et l’œuvre de Jacques Stephen Alexis auteurs de « Compère Général Soleil » et « L’espace d’un cillement » qui par ses romans les plus célèbres qui  de lui l’un des premiers écrivains haïtiens reconnus à l’étranger. Cette initiative entre dans la politique de l’institution selon le Directeur Frantz Carly Jean Michel et a pour objectif de récompenser une plume émergente dans le domaine de la création romanesque. Le lancement des inscriptions pour la troisième édition du Prix National Jacques Stephen Alexis du Roman et celles pour la 4e Édition du Prix René Philoctète de la Poésie ont été faites le vendredi 27 juillet 2018.

#### Récipiendaires
- 2018, Joémie Delinois, L’œil du malfini [18].

### Prix René Philoctète de la poésie
Le Prix René Philoctète de la Poésie a été lancé pour la première fois en 2015 par la DNL. Ce prix met à l’honneur une icône de la poésie haïtienne, Philoctète, l’auteur de  Le peuple des terres mêlées. Wilson Paulémond  précise les critères de désignation des gagnants ainsi : « Les participants devront faire preuve d’innovation, de maîtrise de la langue et du sujet traité en français comme en créole puisque ce dernier est une langue comme n’importe quelle autre avec ses possibilités créatrices, sa charge sémantique et érotique. Il faudra que cela soit une poésie qui interpelle et séduise. Les clichés et les copier-coller ne seront pas tolérés. C’est uniquement à ce prix que le jury délibèrera. » Cette édition a été présidée par Lyonnel Trouillot. La  deuxième édition  a été lancée en juillet 2016.

#### Récipiendaires
- 2015 : Ricardo Hyppolite, kalonnen
- 2016 : Coutechève Lavoie Aupont, Le Doute de la Main[21]
- 2018 : Marie- Ange Claude, Kaskad peyi[22]

### Concours de lecture de la DNL
En août 2020, la Direction Nationale du Livre (DNL) et le ministre de la Culture et de la Communication, Pradel Henriquez, ont officiellement lancé la deuxième édition du concours de lecture autour du thème « Lire le livre ». C'est un concours dédié à la lecture de romans d’auteurs haïtiens. Le directeur général de la DNL, Jean Emmanuel Jacquet a rappelé que l'objectif est de « promouvoir le livre, réduire les disparités territoriales à la lecture et renforcer les compétences des jeunes en technique, favoriser l’appropriation par les jeunes écoliers des romans d’auteurs haïtiens, faciliter des rencontres réelles et virtuelles, développer chez l’élève l’esprit critique et amener la population juvénile à avoir une meilleure connaissance du grand patrimoine haïtien ». Le concours est destiné aux jeunes écoliers âgés de 15 à 23 ans en études secondaires.